# Djinn (Toverland)
Djinn is een zweefmolen in het Nederlandse attractiepark Toverland. De attractie is geopend in 2015 en vervangt de vorige zweefmolen Sim sa la Swing.
De zweefmolen heeft een Oosterse sfeer en past zo beter dan zijn voorganger bij het themagebied het Land van Toos.
De nieuwe zweefmolen wordt gesierd door vier Oosterse geesten die handgetekend zijn door Toverland-ontwerper Peter van Holsteijn.
Lijst van attracties in Attractiepark Toverland · Afbeeldingen